# Pseudacraea nyassae
Pseudacraea nyassae är en fjärilsart som beskrevs av Max Bartel 1905. Pseudacraea nyassae ingår i släktet Pseudacraea och familjen praktfjärilar. Inga underarter finns listade i Catalogue of Life.